# Dąbrowa (powiat namysłowski)
Dąbrowa (do 1945 r. Dammer) – wieś w Polsce położona w województwie opolskim, w powiecie namysłowskim, w gminie Świerczów.
W latach 1975–1998 miejscowość należała administracyjnie do województwa opolskiego.

## Nazwa
W księdze łacińskiej Liber fundationis episcopatus Vratislaviensis (pol. Księga uposażeń biskupstwa wrocławskiego) spisanej za czasów biskupa Henryka z Wierzbna w latach 1295–1305 miejscowość wymieniona jest w zlatynizownej formie Dambrowa.

## Zabytki

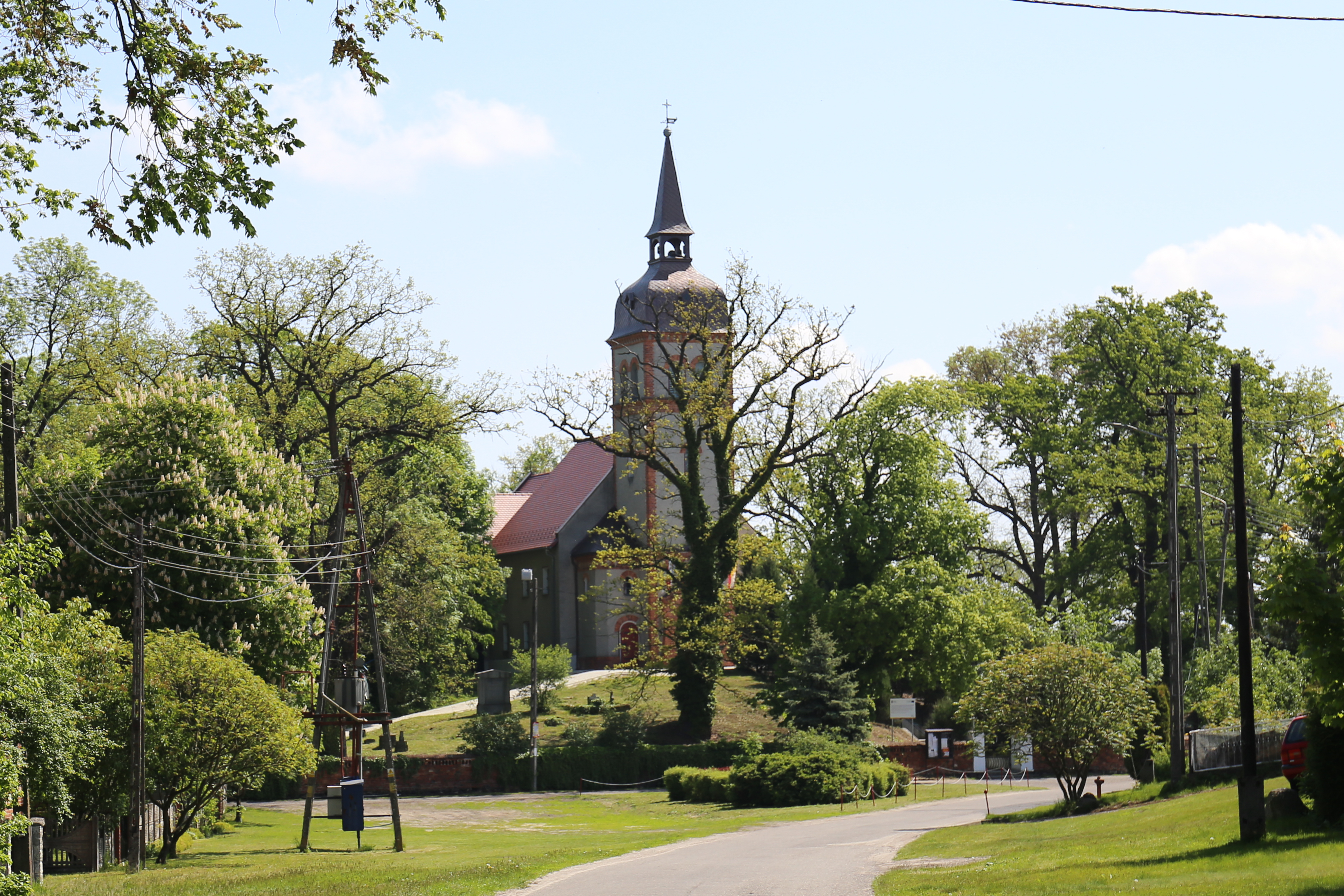
Kościół św. Jadwigi Śląskiej

Do wojewódzkiego rejestru zabytków wpisane są:
- Kościół św. Jadwigi Śląskiej, z 1600 r., 1892 r.
- park dworski, z XIX w.